# Muskrat Love
Muskrat Love (en español: Amor de ratas almizcleras) es una canción de soft rock escrita por Willis Alan Ramsey, quien la grabó por primera vez en 1972. Cuatro años después, fue grabada por el dúo musical Captain & Tennille, llegando al número cuatro de la lista de ventas Billboard.

## Contexto
La canción habla de una aventura amorosa entre ratas almizcleras; fue inicialmente titulada como Luz de vela para ratas almizcleras (en inglés: Muskrat Candlelight), cambiada finalmente al nombre un poco más sencillo con el que fue publicada.